# ダビデ・バリーティ
ダヴィデ・バリーティ（Davide Bariti, 1991年7月7日 - ）は、イタリア・ラ・スペツィア出身のサッカー選手。USトリエスティーナ・カルチョ1918所属。ポジションはMF。

## 経歴
リグーリア州ラ・スペツィアで生まれ、近傍のトスカーナ州のチームであるカッラレーゼ・カルチョでキャリアをスタートさせた。2006-07シーズンにアッリエーヴィBのU-16メンバーの一員であった。 2009年12月に初めて公式戦に出場した。
2009年8月31日、NUSトリエスティーナ・カルチョが15万ユーロで共同保有権を獲得、引き続きカッラレーゼでプレーする。翌年6月、トリエスティーナは保有権を完全に買い取り、2010-2011シーズンはセリエBで22試合出場し5試合はスタメンに名を連ねた。同シーズンのコッパ・イタリアでは2回戦まで進出し、1人目と11人目のPKキッカーを務めゴールネットを揺らした。しかしクラブは破産によりエッチェッレンツァへの降格処分となった。
2011年8月31日、マルコ・フランチェスキンと共にヴィチェンツァ・カルチョに移籍した。そして保有権の半分をSSCナポリが55万ユーロで買い取り3年契約を結んだ。ヴィチェンツァが降格決定した後の2012年6月22日、ナポリは55万ユーロで獲得した。2012年8月31日、バリーティはレガ・プロ・プリマ・ディヴィジオーネのASアヴェッリーノ1912にレンタルされた。
2014年11月6日、レガ・プロのルーパ・ローマFCと1年契約を結んだ。2015-16シーズンはACリミニ1912でプレー。2016年8月18日、USアンコーナ1905に2年契約で加入し引き続きレガ・プロのクラブ所属となった。

## 代表
2008－09シーズンのミロップカップにレガ・プロU-20イタリア代表として4月にスロバキア、11月にスロベニアとの試合に出場した。また、2009年12月に行われた2009–11インターナショナルチャレンジトロフィーのマルタ戦に出場した。彼はまたU-20イタリア代表としてトロフェオドッセーナに出場し、2009年にニューヨーク・マジック、2010年にSCインテルナシオナウのユースチームに決勝で勝利し2連覇を達成。2011年6月、2010-11U-20フォー・ネイションズ・トーナメントの最終戦のみ出場した。
2011年1月バリーティはローマで行われるU-21代表のトレーニングキャンプに初めて誘いを受けた。

## タイトル
アヴェッリーノ
- レガ・プロ・プリマ・ディヴィジオーネ : 2012-13
- スーペルコッパ・ディ・レガ・ディ・プリマ・ディヴィジオーネ : 2013

ナポリ
- コッパ・イタリア　: 2013-14